# المنسامة (النادرة)

تعديل مصدري - تعديل

المنسامة محلة تابعة لقرية الكولة، التابعة لعزلة شعب المريسي بمديرية النادرة إحدى مديريات محافظة إب في الجمهورية اليمنية، بلغ تعداد سكانها 48 حسب تعداد اليمن لعام 2004.